# جيمس موريس (سياسي كندي)
جيمس موريس هو سياسي كندي، ولد في 16 ديسمبر 1857، وتوفي في 12 يونيو 1931. حزبياً، نشط في حزب كندا المحافظ. وقد انتخب عمدة وانتخب عضو مجلس العموم الكندي.